# Блондинка в законе 2
«Блондинка в законе 2» (англ. Legally Blonde 2: Red, White & Blonde) — американский комедийный фильм, снятый режиссёром Чарльзом Эрманом-Верфелдом по сценарию Кейт Конделл.

## Сюжет
Молодой адвокат Эль Вудс работает в крупной фирме в Бостоне. Эль собирается выходить замуж, но вспоминает, что маму своей собачки — Великана не пригласила на свадьбу за неимением адреса и телефона. Вудс решается на поиски, но случайно узнаёт, что мама Великана находится в собственности компании V.E.R.S.A.C.E, проводящей испытания косметических средств на животных. Эль делает презентацию и настаивает на закрытии компании, но шеф не одобряет её инициативу. Возмущенная, она высказывает шефу свои моральные принципы, и он увольняет её. Чтобы спасти мать своего пёсика, Эль едет в Вашингтон.
Эль переезжает в гостиницу, где знакомится со швейцаром во всем помогающем ей. Вудс организовывает кампанию против опытов над животными, однако не имеет поддержки своих коллег. Один из политиков, чей пёс-гомосексуал влюбляется в Великана, поддерживает Эль Вудс. Кроме того на её стороне конгрессвумен Либби Хаузер, которая является членом Delta Nu, и Виктория Радд, однако последняя вскоре отказывается помогать Эль.
Единственный шанс Вудс — собрать определённое количество подписей. Штаб Радд помогает в сборе подписей, студенческое сообщество устраивает в Вашингтоне демонстрацию, Вудс произносит речь в Конгрессе США. Закон о запрете испытаний над животными подписывают, Эль играет свадьбу в Вашингтоне со своим возлюбленным Эмметтом.

## В ролях
| Актёр              | Роль             |
| ------------------ | ---------------- |
| Риз Уизерспун      | Эль Вудс         |
| Салли Филд         | Виктория Радд    |
| Люк Уилсон         | Эмметт Ричмонд   |
| Дженнифер Кулидж   | Поллет Бонафонте |
| Реджина Кинг       | Грейс Росситер   |
| Мэри Линн Раджскаб | Рина Гулани      |
| Брюс МакГилл       | Стэнфорд Маркс   |
| Дана Айви          | Либби Хаузер     |
| Мелисса Полл       | Помощница        |

## Прокат
В прокате США фильм собрал 90 186 328 долларов, общие мировые сборы фильма составили 124 914 842 доллара.